# Friedrich Krügler
Friedrich Krügler (* 5. Mai 1910 in Klafeld; † 26. November 1998 in Hamburg) war ein deutscher Meteorologe.

## Leben
Friedrich Krügler war Arbeitersohn, absolvierte das Realgymnasium in Swinemünde und schloss seine Schulbildung 1929 mit dem Abitur ab. Bereits während seiner Schulzeit interessierte er sich für die Meteorologie und stellte Beobachtungen und Messungen an der Bioklima-Station Swinemünde sowie für das Preußische Meteorologische Institut an. Hierbei kam Krügler mit Hans Hertel in Kontakt, eine Begegnung, die ihn letztlich zum Studium der Meteorologie bewegte.
Die ersten drei Semester seines Studiums verbrachte Krügler an der Friedrich-Wilhelms-Universität Berlin und hörte u. a. bei Heinrich von Ficker und Albert Defant. Während dieser Zeit unternahm Krügler von der Wetterflugstelle Tempelhof aus mehrere, teilweise abenteuerliche Strecken- und Wetterflüge, die ihn nachhaltig beeindruckten. 1930 wechselte er seinen Studienort und schrieb sich im November an der Universität Rostock ein. Dort war er von Herbst 1930 bis zum Sommer 1934 Assistent an der Universitäts-Luftwarte und führte Drachen- und Ballonaufstiege sowie Strahlungs- und Wärmehaushaltsmessungen durch. Im Laufe des Jahres 1931 war er nochmals für vier Monate zur Flugwetterwarte Berlin-Tempelhof abgeordnet, wo er eine flugklimatologische Ausarbeitung für die geplante Ostasienstrecke der Lufthansa anfertigte.
An das Studium schloss sich eine mehrjährige Tätigkeit als Angestellter im Flugwetterdienst in den Flugwetterwarten Kiel-Holtenau, Norderney und Warnemünde an. 1937 wurde Krügler bei Günther Falckenberg zum Dr. phil. promoviert. Im selben Jahr nahm er von Februar bis Mai an der II. Deutschen Atlantik-Expedition auf dem Forschungsschiff Meteor teil. Im Zuge dieser Expedition wurden zum ersten Mal Radiosonden auf See in größerem Umfang eingesetzt. Vor und während des Zweiten Weltkrieges war Friedrich Krügler in mehreren Fliegerhorstwetterwarten, u. a. auch in Norwegen, eingesetzt und nahm an zahlreichen Wetter- und Eiserkundungsflügen teil.
Nach Kriegsende war er zunächst als Synoptiker beim Meteorologischen Amt für Nordwest-Deutschland (MANWD) tätig, das zum 1. Januar 1953 in den neu gegründeten Deutschen Wetterdienst (DWD) integriert wurde, wo er dann im Seewetteramt im Wirtschafts- und Seewetterdienst tätig war. Von November 1951 bis Februar 1960 hat Krügler am Fernsehwetterkartendienst bei der Tagesschau des Nordwestdeutschen bzw. Norddeutschen Rundfunks mitgewirkt. Er war der erste Meteorologe, der den Deutschen live im Studio das Wetter unter Zuhilfenahme von Malkreide an einer Schultafel erklärte.
Als Bordmeteorologe kam Krügler auf insgesamt 37 Reisen mit zusammengerechnet über vier Jahren Seeeinsatz, die ihn bis nach Grönland, aber auch in den tropischen Atlantik führten. Darunter waren Einsätze auf der ersten und zweiten Meteor, Fischereischutzbooten und Fischereiforschungsschiffen.
Friedrich Krügler war verheiratet und lebte viele Jahre mit seiner Ehefrau Maria in Hamburg-Blankenese.

## Schriften (Auswahl)
- Über den Anteil des Massenaustausches am nächtlichen Wärmehaushalt der Erdoberfläche. In: Meteorologische Zeitschrift. Band 49, 1932, S. 372–376.
- Nächtliche Wärmehaushaltsmessungen an der Oberfläche einer grasbewachsenen Ebene. In:  Reichsamt für Wetterdienst, Wissenschaftliche Abhandlungen. Band 3, Nr. 10,1937.
- Maritim-meteorologische Kleinstudien am Eisrand in der Dänemarkstraße. In: Der Seewart. Band 14, 1953, S. 2–9.
- mit Martin Rodewald: Meteorology and Weather Conditions preceding and during the Expedition. Rapports et Procès-verbaux des Réunions, Ausgabe 157, International Council for the Exploration of the Sea, Kopenhagen, Juli 1967, S. 18 ff. (pdf)
- Über eine optisch markante Stromgrenze an der Polarfront in der Dänemark Straße. In: Deutsche hydrographische Zeitschrift. Band 19, 1966, S. 159–170. doi:10.1007/BF02226218
- 2 Jahre Vulkanfamilie Surtsey vor Südisland. In: Der Seewart. Band 27, 1966, S. 93–102.
- Zwei weitere Jahre Vulkanfamilie Surtsey (Island). In: Der Seewart. Band 29, 1968, S. 89–97.
- Bilder einiger markanter Slicks und Stromgrenzen aus verschiedenen See- und Küstengebieten. In: Annalen der Meteorologie. Nr. 4, Selbstverlag des Deutschen Wetterdienstes, Offenbach am Main 1967, S. 83–85. (pdf)
- Einige Bilder der Vulkanfamilien Surtsey (vor Südisland). In: Annalen der Meteorologie. Nr. 4, Selbstverlag des Deutschen Wetterdienstes, Offenbach am Main 1967, S. 86–88. (pdf)